# The Auk
The Auk: Ornithological Advances, tidigare The Auk: a quarterly journal of ornithology, oftast enbart kallad The Auk, är en referentgranskad vetenskaplig tidskrift om ornitologi. Det är American Ornithological Society (AOS) officiella organ. Den fysika tidskriften ges ut kvartalsvis medan den digitala upplagan kommer ut veckovis. Tidskriften grundades 1884 och fokuserar på fåglars anatomi, ekologi och utbredning. Tidskriften har fått sitt namn efter garfågeln, vilken är AOS:s symbol. 

## Redaktörer
- Mark E. Hauber (University of Illinois at Urbana-Champaign) 2014–
- Michael Murphy (Portland State University) 2010–2013
- Spencer G. Sealy (University of Manitoba) 2005–2009
- Kimberly G. Smith (University of Arkansas) 2000–2004
- Thomas E. Martin (University of Montana) 1997–1998
- Gary D. Schnell (University of Oklahoma) 1991–1996
- Alan Brush (University of Connecticut) 1985–1990
- John A. Wiens (Stony Brook University) 1977–1984
- Oliver L. Austin (Florida Museum of Natural History) 1968–1976
- Robert M. Mengel (University of Kansas) 1963–1967
- Eugene Eisenmann (American Museum of Natural History) 1958–1962
- Robert W. Storer (University of Michigan) 1953–1957
- Harvey I. Fisher (University of Illinois at Urbana-Champaign) 1948–1952
- John T. Zimmer (American Museum of Natural History) 1942–1947
- Glover M. Allen (Museum of Comparative Zoology, Harvard University) 1937–1942
- Witmer Stone (Academy of Natural Sciences of Drexel University) 1912–1936
- Joel Asaph Allen (American Museum of Natural History) 1884–1911